# 真鍮の評決 (小説)

『真鍮の評決 リンカーン弁護士』（原題：Brass Verdict）は、アメリカのミステリー作家マイクル・コナリーによる19冊目の長編小説であり、ロサンゼルスの弁護士ミッキー・ハラー・シリーズの第2作である。

## あらすじ
前作『リンカーン弁護士』の事件のあと、ミッキー・ハラーは、受けた傷の治療とその際の鎮痛剤中毒からのリハビリで1年間休業していた。そんな折、メアリ・ホルダー判事から連絡があり、旧知の弁護士ジェリー・ヴィンセントが殺害され、彼が次席弁護士としてハラーを指名していたため、彼の持っていた案件がハラーに引き継がれると告げられ、彼は再び弁護士として活動することを決める。引き継いだ案件の中にはハリウッドの大物、映画会社オーナーのウォルター・エリオットが妻と浮気相手を殺害したという裁判も含まれていた。
さっそくハラーは秘書のローナ、調査員のシスコとともに仕事に着手すべくヴィンセントのオフィスを訪ねると、そこでは刑事が資料を捜索していた。ハリー・ボッシュと名乗るその刑事の顔にどこか見覚えがある気がするハラーだが、とにかく追い払う。続いてジャック・マカヴォイという新聞記者も事件を嗅ぎつけて訪ねてくる。ハラーとマカヴォイは協力関係を結ぶ。
ハラーが引き受けた事件の中には、サーフィンの元チャンピオン、パトリックが起訴されたものもあった。彼はサーフィンの事故で鎮痛剤中毒になり、薬買う金欲しさに友人の家からネックレスを盗んでしまったのだ。ハラーは、自分の中毒歴からパトリックに同情し、この青年を運転手として雇う。そして、盗んだダイヤが本物ではないという可能性に思い当たり、そこをテコに検察と交渉してパトリックの不起訴を勝ち取る。
ハラーはエリオット事件も本格的に検討し始める。事件はエリオットの自宅の寝室で起きていた。凶器は44マグナムと思われるが発見されていない。エリオットは取り調べに対し、妻の浮気を疑い、現場を押さえようとして自宅に踏み込んだところ、彼女と浮気相手の死体を発見したと供述していた。しかし彼の手と袖口から硝煙反応が出たので逮捕され、その後保釈されていた。ハラーは彼を訪ねて裁判の戦略を相談するが、彼は硝煙反応に心当たりが無いと主張し、審理延期は一切認めず、日程通りに進めることにこだわる。ハラーはヴィンセントが死の直前に審理延期を申請しようとしていたことを見つけ、不審に思う。
ハラーはホルダー判事に相談し、弁護士の守秘義務に抵触しない範囲でボッシュの捜査に協力することの了承を得る。ハラーはヴィンセントが過去に扱っていた案件の関係者から怪しい人物のリストを作ってボッシュに渡すが、それらの人物はすべて白であることが判明する。ヴィンセントの検死の結果、殺しのプロの仕業であるらしいことがわかる。ボッシュはヴィンセント殺害時刻付近に監視カメラに映っていた男の写真をハラーに見せ、ハラーにも危険が迫っている可能性を示唆する。また、ヴィンセントが何者かに賄賂を送っていた形跡があるとボッシュは明かす。
ハラーは、ヴィンセントから引き継いだ案件の進捗を定期的にホルダー判事に報告するように求められていたため、時折彼女を訪問して自分の調査結果やボッシュから聞いたことを報告する。ヴィンセントから引き継いだ案件の中には、エリオット事件の前夜に州立公園で起きた銃乱射事件があった。この事件だけは被告に弁護料の支払い能力が無いため、ハラーが不審に思って調べると、エリオット事件の銃乱射事件の調書に共通する「4アルファ」という単語に気づく。調べてみると、これはその地域を担当しているパトカーのコードであった。
ハラーがオフィスを出ると、ボッシュから見せられた顔写真の男が近づいてくるのが見えたので必死で逃げる。その後落ち着いてから推理し、これはボッシュがハラーに知っていることを吐き出させるために仕組んだ芝居であると見破ってボッシュを責め、二人は和解して新聞に犯人をおびき出す記事を出そうと相談し、ジャック・マカヴォイに書かせる。
エリオット裁判が始まる。ハラーは検察側がエリオットを早々に犯人と決めつけたことで他の可能性の検討をおろそかにしたと主張する。裁判の合間にエリオットがハラーと話し、実は彼はフロリダのマフィアの会計係であって映画会社はマフィアの資金で運営されており、彼の妻は離婚することでその資産の一部を奪おうとしたので組織に殺されたのだと明かし、ヴィンセントを通じて陪審員の一人を買収していたとハラーに告げる。ハラーがその陪審員の身元調査を行うと、彼は行方をくらませてしまう。
ハラーは裁判の場で、硝煙反応の証拠について、エリオットが乗せられたパトカーに、その直前に銃乱射事件の犯人が乗せられていたことから、その犯人についていた微粒子が乗り移ったものである可能性が高いことを証明し、裁判の行方に決定的な一撃を与える。しかしその直後にエリオットのマフィア話はすべて嘘であることが判明し、エリオットを問いただすと彼は自分が犯人であるとハラーにだけ白状する。
その夜自宅にいるハラーにロス市警の警官からハラーの知人が泥酔して保護されていると連絡があり、ハラーが現場に向かうが、電話は罠で何者かに襲われ、ハラーは崖から突き落とされそうになる。危機一髪のところでボッシュが駆けつけて助かり、犯人が逮捕される。犯人は例の偽陪審員であった。そしてボッシュはその直前にエリオットが何者かに射殺されたことをハラーに告げる。
被告死亡により裁判は集結する。ハラーはホルダー判事のオフィスに立ち寄り、ヴィンセントの残りの事件を担当するのは辞めると告げる。そして一連の黒幕がホルダー判事であることを見破ったと告げる。彼女の夫ミッチ・レスターが偽陪審員の男の担当弁護士だったこと、彼女が陪審員選定プロセスに関与できる数少ない人物であること。ヴィンセントは最初共犯者だったが、FBIが調べ始めたので心変わりして、審議日程をずらして偽陪審員を使わないようにしようとしたことを知ったホルダー判事がヴィンセントを殺させたのだろうということなどから黒幕は彼女以外にはありえないと断じる。
ボッシュがハラーを訪れ、ホルダーや偽陪審員らの一味が逮捕されたことを知らせる。そしてエリオットを殺したのはその一味ではなく、殺害された浮気相手リルツの家族のドイツ人と思われることを話す。
ハラーはボッシュに、彼が自分の異母兄弟であることに気づいたと告げる。ボッシュの仕草が父親に似ていること、父親がヒエロニムス・ボッシュの絵を持っていたこと。それに対しボッシュは、父親とハラーのことは以前から知っており、父親が死にかけていたときに一度会ったことがあること、ハラーが先の事件で重症を負った時に病院に駆けつけていたことを明かす。ハラーは弁護士業を辞めると言うが、ボッシュは自分も一度警官を辞めたが復帰したと話す。

## 登場人物
- ミッキー・ハラー：刑事弁護士
- ハリー・ボッシュ：ロサンゼルス市警強盗殺人課の刑事
- ローナ・テイラー：ハラーの秘書で元妻
- シスコ（デニス・ヴォイチェホフスキー）：ハラーの調査員
- メアリ・ホルダー：ロサンゼルス郡上級裁判所主席判事
- ジェリー・ヴィンセント：刑事弁護士、殺人事件の被害者
- パトリック・ヘンスン：ハラーの依頼人
- ウォルター・エリオット：ハラーの依頼人、映画会社のオーナー
- ミッチ・エリオット：ウォルターの妻、殺人事件の被害者
- ヨハン・リルツ：ミッチの浮気相手、ドイツ人
- マギー（マーガレット・マクファースン）：ロサンゼルス地区検事補、ハラーの元妻
- ヘイリー：ハラーとマギーの娘
- ジャック・マカヴォイ：新聞記者
- ジェフリー・ゴランツ：エリオット事件の検察官
- ジュリー・ヴァヴロー：陪審員コンサルタント
- イーライ・ワイムズ：銃乱射事件の容疑者

## 受賞歴
アンソニー賞 (バウチャーコン)
2009年 最優秀長編賞 受賞
イアン・フレミング・スチール・ダガー賞 (英国推理作家協会)
2009年 ノミネート

## 映像化
2019年6月、デビッド・E・ケリーがCBSのコミットメントを受けてハラー・シリーズをベースにしたテレビ番組を開発・執筆したと発表された。 その後、Netflixがこの企画を引き継ぎ、2021年1月にはケリーと『リンカーン弁護士』The Lincoln Lawyerの10話シリーズを本作『真鍮の評決 リンカーン弁護士』をベースに制作することを決定し、2021年3月に撮影が始まった。 2022年5月13日に配信された。